# Rivière Bernier (vattendrag i Kanada, lat 46,51, long -72,78)
Rivière Bernier är ett vattendrag i Kanada.   Det ligger i provinsen Québec, i den sydöstra delen av landet, 250 km nordost om huvudstaden Ottawa.
I omgivningarna runt Rivière Bernier växer i huvudsak blandskog. Runt Rivière Bernier är det ganska glesbefolkat, med 43 invånare per kvadratkilometer.